# Лі Ян (бадмінтоніст)
Лі Ян (кит.: 李洋, 12 серпня 1995) — тайванський бадмінтоніст, олімпійський чемпіон 2020 и 2024 року.

## Виступи на Олімпіадах
| Олімпіада  | Дисципліна    | Місце |
| ---------- | ------------- | ----- |
| Париж 2024 | парний розряд | 1     |
| Токіо 2020 | парний розряд | 1     |